# Unterseeboot 613
L'Unterseeboot 613 ou U-613 est un sous-marin allemand (U-Boot) de type VIIC utilisé par la Kriegsmarine pendant la Seconde Guerre mondiale.
Le sous-marin fut commandé le 15 août 1940 à Hambourg (Blohm & Voss), sa quille fut posée le 6 mai 1941, il fut lancé le 29 janvier 1942 et mis en service le 12 mars 1942, sous le commandement du Kapitänleutnant Helmut Köppe.
Il fut coulé dans l'Atlantique Nord par des charges de profondeurs d'un destroyer américain, en juillet 1943.

## Conception
Unterseeboot type VII, l'U-613 avait un déplacement de 769 tonnes en surface et 871 tonnes en plongée. Il avait une longueur totale de 67,10 m, un maître-bau de 6,20 m, une hauteur de 9,60 m et un tirant d'eau de 4,74 m. Le sous-marin était propulsé par deux hélices de 1,23 m, deux moteurs diesel Germaniawerft M6V 40/46 de 6 cylindres en ligne de 1 400 cv à 470 tr/min, produisant un total de 2 060 à 2 350 kW en surface et de deux moteurs électriques BBC GG UB 720/8 de 375 cv à 295 tr/min, produisant un total 550 kW, en plongée. Le sous-marin avait une vitesse en surface de 17,7 nœuds (32,8 km/h) et une vitesse de 7,6 nœuds (14,1 km/h) en plongée. Immergé, il avait un rayon d'action de 80 milles marins (150 km) à 4 nœuds (7,4 km/h; 4,6 milles par heure) et pouvait atteindre une profondeur de 230 m. En surface son rayon d'action était de 8 500 milles nautiques (soit 15 700 km) à 10 nœuds (19 km/h). 
L'U-613 était équipé de cinq tubes lance-torpilles de 53,3 cm (quatre montés à l'avant et un à l'arrière) qui contenaient quatorze torpilles. Il était équipé d'un canon de 8,8 cm SK C/35 (220 coups) et d'un canon antiaérien de 20 mm Flak. Il pouvait transporter 26 mines TMA ou 39 mines TMB. Son équipage comprenait 4 officiers et 40 à 56 sous-mariniers.

## Historique
Il reçut sa formation de base au sein de la 8. Unterseebootsflottille jusqu'au 31 octobre 1942, puis intégra sa formation de combat dans la 3. Unterseebootsflottille.
Le sous-marin quitta Kiel le 22 octobre 1942 pour l'Atlantique Nord. Il navigua entre l'Islande et les Îles Féroé (zone GIUK) et patrouilla jusqu'au sud du Portugal.
Le 7 novembre 1942 à 15 h 40, l'U-613 coula un navire marchand britannique du convoi ON-142, parti de Liverpool le 30 octobre.
Le 17 novembre 1942, il fut attaqué par un bombardier britannique Hudson du Sqdn 608 et fut gravement endommagé. Le sous-marin réussit à regagner la France avec l'aide d'autres bateaux, le 27 novembre.
L'U-613 renoua avec le succès le 11 avril 1943, lorsqu'il coula un navire marchand norvégien, traînard du convoi ONS-2, qui avait quitté Liverpool le 28 mars 1943 à destination de Halifax.
En poursuivant le convoi ON 176, certains U-Boote de la meute Adler tombèrent sur ce convoi. Son escorte fut alors renforcée de corvettes de retour de l'opération Torch. Pour ne pas se partager entre deux cibles, les U-Boot abandonnèrent l'ONS 2, qui arriva à destination le 19 avril. La seule perte fut un retardataire, coulé par l'U-613.
Le 1er mai 1943 à 0 h 7, l'U-613 fut attaqué par un bombardier Wellington britannique équipé d'un Leigh light du Sqn 172, au large du Golfe de Gascogne. L'avion mitrailla et largua six charges de profondeur qui l'endommagèrent légèrement. L'hydraulique et le train d'atterrissage de l'avion furent endommagés par la flak du sous-marin. Les six membres d'équipage sortirent indemne de l'accident lorsqu'ils firent un atterrissage d'urgence à leur base à Predannack Airfield, au Cornouailles.
L'U-613 fut coulé le 23 juillet 1943 dans le l'Atlantique Nord au sud des Açores, à la position 35° 32′ N, 28° 36′ O, par des charges de profondeur du destroyer américain USS George E. Badger (DD-196) (en).
Les 48 membres d'équipage décédèrent dans cette attaque.

## Affectations
- 8. Unterseebootsflottille du 12 mars 1942 au 31 octobre 1942 (Période de formation).
- 3. Unterseebootsflottille du 1er novembre 1942 au 23 juillet 1943 (Unité combattante).

## Commandement
- Korvettenkapitän Helmut Köppe du 12 mars 1942 au 23 juillet 1943.

## Patrouilles
|       | Commandant           | Départ          | Départ     | Arrivée          | Arrivée    | Jours     | Succès  |
| ----- | -------------------- | --------------- | ---------- | ---------------- | ---------- | --------- | ------- |
| 1     | Kptlt. Helmut Köppe  | 22 octobre 1942 | Kiel       | 27 novembre 1942 | La Pallice | 37 jours  | 4 252   |
| 2     | Kptlt. Helmut Köppe  | 9 janvier 1943  | La Pallice | 18 février 1943  | Brest      | 41 jours  |         |
| 3     | Kptlt. Helmut Köppe  | 23 mars 1943    | Brest      | 6 mai 1943       | La Pallice | 45 jours  | 3 835   |
| 4     | KrvKpt. Helmut Köppe | 10 juillet 1943 | La Pallice | 23 juillet 1943  | Coulé      | 14 jours  |         |
| Total | Total                | Total           | Total      | Total            | Total      | 137 jours | 8 087 t |

Note : Kptlt. = Kapitänleutnant - KrvKpt. = Korvettenkapitän

### Opérations Wolfpack
L'U-613 opéra avec les Rudeltaktik (meute de loups) durant sa carrière opérationnelle.
- Natter (2-8 novembre 1942)
- Westwall (8-18 novembre 1942)
- Habicht (10-19 janvier 1943)
- Haudegen (19 janvier – 9 février 1943)
- Adler (7-13 avril 1943)
- Meise (13-25 avril 1943)

## Navires coulés
L'U-613 coula 2 navires marchands totalisant 8 087 tonneaux au cours des 4 patrouilles (137 jours en mer) qu'il effectua.
| Date            | Nom       | Nationalité | Tonnage | Convoi | Fait  | Localisation         |
| --------------- | --------- | ----------- | ------- | ------ | ----- | -------------------- |
| 7 novembre 1942 | Roxby     | Royaume-Uni | 4 252   | ON-142 | Coulé | 49° 35′ N, 30° 32′ O |
| 11 avril 1943   | Ingerfire | Norvège     | 3 835   | ONS-2  | Coulé | 51° 29′ N, 42° 59′ O |